# Sacra Roccia di San Vito
La Sacra Roccia di San Vito (nel dialetto locale petra de Santu Vitu) è un megalite, situato ed inglobato al centro del pavimento di un tempietto cristiano dedicato a San Vito, nella paese di Calimera.
La chiesetta si trova nei pressi dell'antico bosco che rappresenta uno dei luoghi più significativi del paese, in quanto considerato in passato una risorsa economica e culturale.

## La pietra
La pietra è un monolite calcareo, che ha il diametro esterno di circa un metro, con al centro un foro di circa 30 centimetri. La sua importanza è data appunto da questa strettissima apertura a cui sono legate credenze magico-religiose delle popolazioni di Calimera e della Grecia Salentina, tramandate fino ai nostri giorni.

## L'origine del rito
La Sacra Pietra forata, è meta di visite solo un giorno all'anno, il Lunedì dell’Angelo, dove le persone attraversano il foro della roccia per ottenere vantaggi spirituali, come la purificazione dal peccato o per una propiziazione della fertilità, del benessere e della guarigione da malattie fisiche.
Questa credenza trae fonte dal culto della Grande Madre, connesso a una figura femminile divina che rappresentava la fertilità della terra stessa, proprio perché nell'età neolitica tutto era incentrato sull'agricoltura e la caccia quindi sulla fertilità della terra e degli animali che vivono su di essa, ed è la figura femminile che rappresenta ciò nel migliore dei modi.
Questa dea della fecondità veniva rappresenta con oggetti di culto come alberi, pilastri, animali, pietre e figure femminili con grossi fianchi e seni sporgenti per simboleggiare abbondanza e gravidanze. Venivano create con ossa di animali o incise nella pietra.
Il buco nella pietra rievoca l'organo sessuale femminile, e l'attraversamento del foro è una metafora chiaramente sessuale, poiché il monolite trasferisce la propria qualità caratterizzante, la fertilità, a chi lo attraversa, quindi il passaggio nel foro non deve far ricordare all'individuo il momento della propria nascita ma invece sta a simboleggiare una ‘nuova’ nascita, una rigenerazione spirituale e materiale della vita terrena tramite l'utero materno rappresentato appunto dal foro nella pietra.

### Il rito dellaPasquetta a San Vito
La festa si svolge ogni anno, in un particolare giorno, il lunedì dell'Angelo, - non a caso, giorno di una rinascita - nei pressi del piccolo tempio dedicato appunto a San Vito dove tutti gli anni gli abitanti del vicino centro di Calimera celebrano i riti pagani della fertilità. Prima di dar sfogo al gioco, alle danze, al consumo di cibo e bevande, è d'obbligo oltrepassare la roccia forata per assicurarsi la grazia di essa: di aver ricca figliolanza e scongiurare i pericoli del parto ed augurarsi un anno di fertilità (è da notare che del significato pagano di questo rito il popolo di Calimera non conserva memoria - nessun anziano sostiene che attraversare la pietra sia di buon auspicio per avere la fertilità in qual si voglia declinazione; il significato pagano - seppur chiaro - è stato ricostruito in tempi recenti dagli studiosi; si tratta di un rituale tramandato nei secoli e probabilmente nei millenni del quale però si era perso completamente il significato).
Dopo il rito si intraprendono i canti in dialetto grico accompagnati da balli tipici della Grecìa Salentina, le "pizziche", suonati con tamburelli tipici di quest'area. Gli elementi rituali di questa festa sono l'attraversamento della pietra forata e l'atto del corteggiamento che in questo giorno era considerato lecito e permesso. Di conseguenza questa festa ha suscitato scandali con l'avvento della religione cristiana, così la Chiesa cercò di convertire il monolite di stampo pagano, inglobandolo all'interno di una chiesa medievale dedicata a San Vito e affrescandolo con l'immagine del Santo.
La festa quindi diviene una vera e propria tradizione pasquale legata alla religione cristiana. L'esigenza di costruire la chiesa di San Vito attorno alla pietra forata nasce per assorbire ogni forma di paganesimo e trasformare antichi culti a proprio vantaggio, ciò è facilmente deducibile dalla scelta del giorno in cui si svolge il rito che si rifà alla resurrezione e alla rinascita di Gesù proprio quello che la pietra simboleggia.

## La leggenda della collocazione della pietra
Si racconta che la pietra originariamente fosse situata al centro del paese di Calimera e che gli abitanti di un paese vicino (Martano) cercarono di rubarla, caricandola di notte su un carro trainato da buoi, senza però ottenere nessun risultato perché grazie al proprio potere divino la pietra divenne talmente pesante che i ladri l'abbandonarono sul confine del centro abitato.
In quello stesso punto poi venne costruita attorno alla pietra forata la chiesa dedicata a San Vito, segno dell'assorbimento e dell'adattamento dei culti pagani da parte del Cristianesimo. Di conseguenza ciò determina una simbiosi di riti pagani, culture tradizionali e religione in un unico luogo.

## Il bosco di Calimera
Il bosco di Calimera si trova attorno alla chiesa di San Vito e alla sacra roccia: esso influenzava e determinava l'economia di intere comunità: famiglie nobili, proprietari terrieri e semplici contadini. Esso aveva anche un forte valore spirituale perché l'uomo preistorico si immedesimava in ogni elemento naturale: negli alberi, negli animali, nella terra per sentirsi parte integrante della natura.
Infatti gli alberi che costituivano il bosco di Calimera venivano considerati simbolo di rinascita e di guarigione dai mali, come le grandi pietre, ed è per questo che su di essi si attuavano riti di propiziazione della fertilità attraverso le pratiche di strofinamento, dove donne e uomini trasferivano il proprio male agli alberi per ottenere invece energia vitale e fertilità da essi.
Al giorno d'oggi l'antica foresta non esiste più, ma per fortuna viene sostituita attraverso una serie di boschi reimpiantati costituiti da:
- mirto
- leccio
- rovi
- pino domestico
- quercia spinosa

All'interno dell'attuale bosco vi sono alcune chiese rurali e rupestri che un tempo svolgevano una doppia funzione: erano sia luoghi di culto sia luoghi utilizzati per proteggersi dagli animali feroci e dalle intemperie. A nord lungo il perimetro del bosco è presente la chiesa di San Biagio. A sud sempre lungo il perimetro del bosco vi è la chiesa di San Nicola mentre all'ingresso del bosco si trova la chiesa di San Vito.
In quello stesso punto poi venne costruita attorno alla pietra forata, la chiesa dedicata a San Vito, segno dell'assorbimento e dell'adattamento dei culti pagani da parte del Cristianesimo. Di conseguenza ciò determina una simbiosi di riti pagani, culture tradizionali e religione in un unico luogo.

## Chiesa di San Vito
Della chiesa di San Vito si parla per la prima volta in un documento datato 6 marzo 1468, un atto notarile del notaio Gabriele Gaetano di Otranto dove si descrive la chiesetta. Essa aveva tre porte, due delle quali oggi murate; all'interno aveva tre altari ed il più grande in pietra era posto sotto una cupola affrescata. Lo spazio con l'altare era separato da quello dei fedeli.
Alla chiesa appartenevano poi diversi appezzamenti di terre, coltivati dal custode che ebbe l'obbligo di piantare olivi e dividere il ricavato di raccolta e molitura delle olive con la Chiesa. All'inizio dell'Ottocento, la chiesa e i suoi terreni furono assegnati alla Parrocchia di Depressa della Diocesi di Castro, per rafforzare economicamente la Diocesi ormai povera e quindi per evitare la sua soppressione. Nel 1818 la Diocesi di Castro fu eliminata comunque ma la chiesetta di San Vito non fu riconsegnata alla parrocchia d'origine rimase assegnata alla Parrocchia di Depressa per oltre un secolo e mezzo e solo nel 1993 l'istituto del Clero di Otranto trasferì la cappella in proprietà alla Parrocchia di San Brizio di Calimera per garantire la sua cura e manutenzione.
Il popolo di Calimera ebbe sempre a cuore la cappella; ciò è deducibile dai diversi interventi di restauro realizzati per migliorare la chiesa. Questi interventi di restauro sono testimoniate da iscrizioni all'interno della chiesetta:
- Sull'architrave del portale si legge ‘Vinculum perfectionis Charitas 1684’
- Sul pavimento si legge ‘Cav. Rocco Gabrieli ricostruì 1927'
- Sulla controfacciata si legge ‘ Restaurata dal popolo di Calimera II aprile 1966'

In tutti i documenti notarili che descrivevano la cappella non si fece mai cenno alla pietra forata che emerge dal pavimento dell'unica navata della chiesa, ciò evidenzia: la rimozione assoluta del culto pagano di cui è espressione la pietra e l'esigenza di costruire la chiesa sopra la pietra forata.

## Leggende sulla costruzione della chiesa di San Vito
Una leggenda tramandata da generazioni riguarda la costruzione della chiesa intorno alla pietra forata. Essa narra di un cacciatore che si perse nel bosco e si rivolse a San Vito per essere protetto dall'assalto del lupi, promettendogli la costruzione di una cappella in suo onore se fosse riuscito a superare il pericolo. Il cacciatore riuscì a salvarsi e costruì la cappella intorno alla pietra forata.
Un'altra leggenda narra di un contadino, di nome Vito, che si inoltrò nel bosco per raccogliere della legna. Egli venne chiamato ripetutamente da una voce proveniente da una pietra, che gli disse di essere San Vito chiedendogli di edificare una chiesetta in suo onore. Il contadino esaudì il desiderio del Santo, trasportando all'interno della chiesetta la pietra.
Un'ulteriore leggenda, la più nota tra gli abitanti di Calimera, racconta che nottetempo alcuni uomini originari di altri paesi tentarono di trafugare la pietra tentando di smuoverla tramite la forza di animali da traino; tuttavia ogni sforzo fu inutile e la pietra rimase al suo posto.